# John William Casilear
John William Casilear (New York, 25 giugno 1811 – Saratoga Springs, 17 agosto 1893) è stato un pittore e incisore statunitense.
Pittore paesaggista, la sua vena artistica, di impostazione romantica, è riconducibile alla Hudson River School. 

## Biografia
John W. Casilear nacque a New York City e apprese i primi elementi di disegno e di incisione sotto la guida del celebre incisore Peter Maverick durante gli anni venti. dell'Ottocento. Divenne poi allievo di Asher Durand che in quegli anni lavorava anche lui come incisore. Duran e Casilear strinsero amicizia e praticarono la loro arte negli anni trenta a New York, dove Casilear, in società con suo fratello George, aveva aperto uno studio di incisione di biglietti di banca dal 1832.
Verso la metà degli anni trenta, Durand cominciò a interessarsi di pittura, sospinto e influenzato dall'amico pittore Thomas Cole, e trasmise tale interesse a Casilear. Dal 1840 l'interesse di ambedue divenne entusiasmo, al punto che, assieme a John Frederick Kensett e a Thomas P. Rossiter, decisero di accompagnare Durand in un viaggio alla scoperta dell'Europa, durante il quale i vari schizzi e disegni che fecero, nonché le innumerevoli visite ai musei, confermarono la loro nuova passione.
Al ritorno in America, Casilear si orientò subito verso la rappresentazione pittorica del paesaggio, impiegandovi tutte le sue capacità e il suo talento, e adottando quello stile caratteristico cui la critica avrebbe in seguito dato il nome di "Hudson River School" (La scuola dei pittori del fiume Hudson).

Verso il 1855 Casilear abbandonò definitivamente l'attività di incisore per dedicarsi in toto alla pittura paesaggistica. Intanto, nel 1851, era stato nominato Accademico a pieno titolo della National Academy of Design, di cui peraltro era già membro Associato sin dal 1831. Le sue opere furono regolarmente esposte all'Accademia per più di 50 anni.
Nel 1867 sposò Helen M. Howard, nella città di Tamworth, nel New Hampshire, che gli diede un unico figlio, John William Casilear Jr. (1867-1939).

William Casilear morì a Saratoga Springs, nello Stato di New York, nel 1893, all'età ottantadue anni.

## Musei
Gran parte delle opere di Casilear si trova oggi al Metropolitan Museum of Art di New York, alla National Gallery of Art di Washington e al Ringwood Manor, (Ringwood, New Jersey).

## Galleria d'immagini

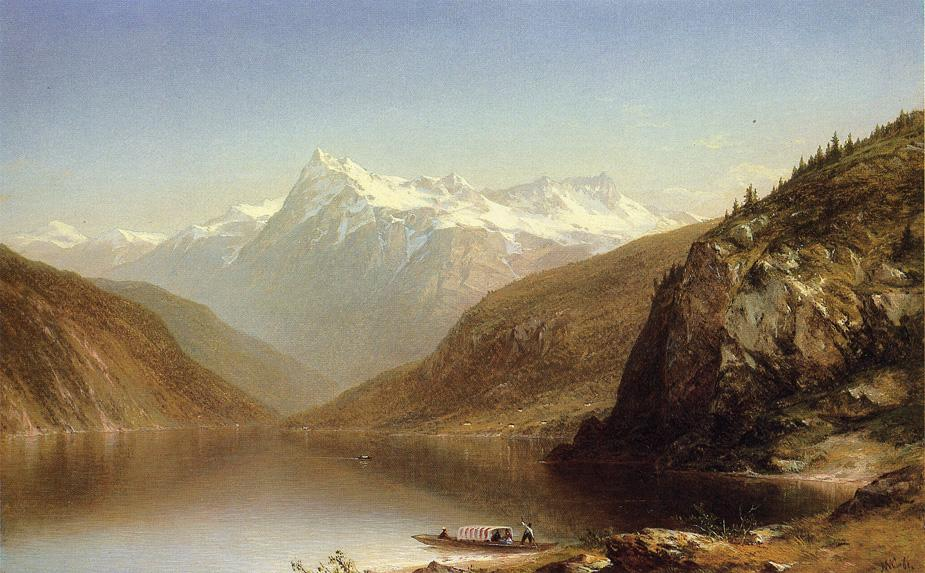
Mountain Lake
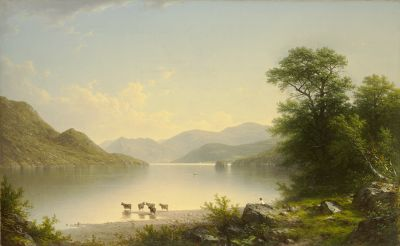
Il Lago George
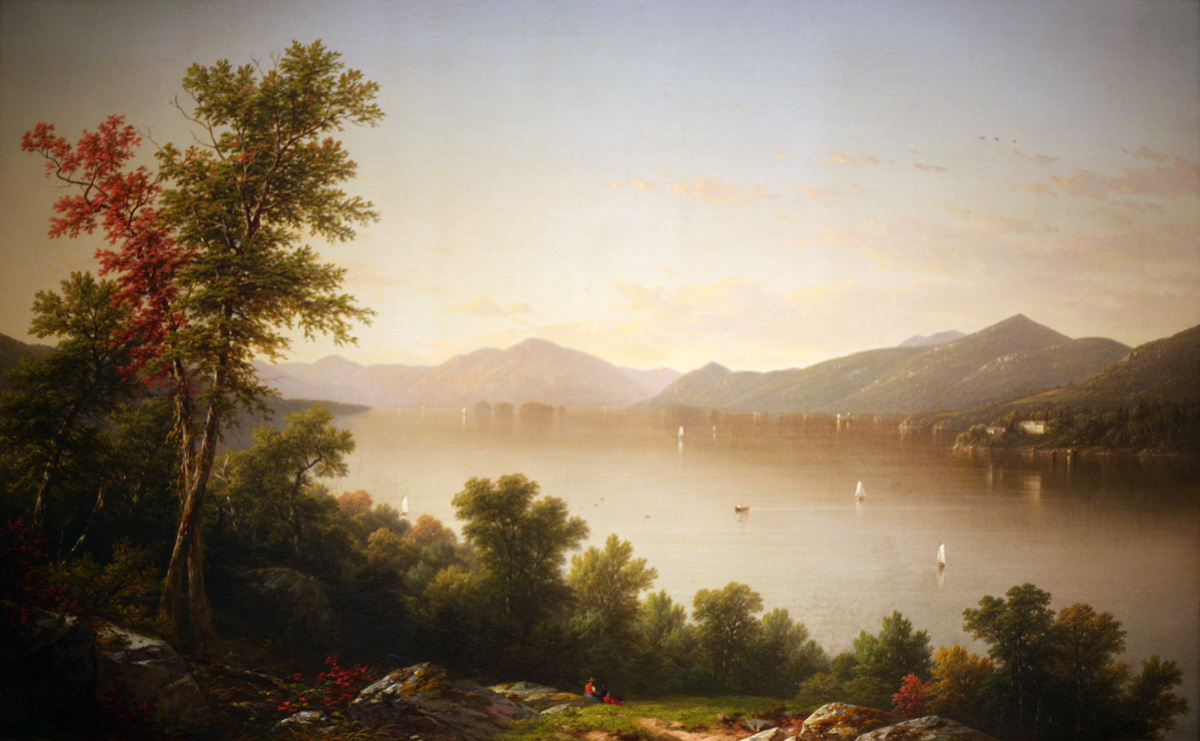
Il Lago George